# Gonzaga (Brasile)
Gonzaga è un comune del Brasile nello Stato del Minas Gerais, parte della mesoregione della Vale do Rio Doce e della microregione di Guanhães.